# Andreï Dostoïevski
Pour l’article homonyme, voir Dostoïevski (homonymie).
Andreï Mikhaïlovitch Dostoïevski (en russe : Андре́й Миха́йлович Достое́вский), né le 15 mars 1825 (27 mars dans le calendrier grégorien) et mort à Saint-Pétersbourg le 7 mars 1897 (19 mars dans le calendrier grégorien), est un architecte russe, auteur de mémoires, frère cadet de l'écrivain Fiodor Dostoïevski. Il est le fils de Mikhaïl Andreïevitch Dostoïevski et de Maria Dostoïevskaïa. Il est le père de l'histologiste Alexandre Dostoïevski (ru) et du géographe Andreï Andreievitch Dostoïevski (ru).
Andreï Dostoïevski n'était pas tellement proche de son frère aîné, l'écrivain Fiodor, mais ils furent toujours liés malgré tout par leur fraternité. Ils entretiennent une correspondance à la fin de leur vie et Andreï écrit des « Mémoires », dont la première parution complète date de 1930, qui sont des sources précieuses et fiables d'informations sur les premières années de la vie de Fiodor Dostoïevski.

## Biographie

### L'enfance
Comme son frère Fiodor, André a également étudié au pensionnat L. I. Tchermaka, dans l'intention de se présenter à la faculté universitaire de mathématique après 5 années d'études secondaires. Mais, sur l'insistance de son frère Mikhaïl, il va à Saint-Pétersbourg et essaye, comme son frère Fiodor, d'entrer à Académie du génie Nicolas. Il ne réussit pas l'examen d'entrée et entre alors à l'école des ingénieurs civils (rebaptisée en 1842 école des constructions scolaires). Pendant la période de préparation des examens, il vit dans l'appartement pris en location par Fiodor. Andreï est diplômé en juin 1848 et est engagé au service du département des projets de la Direction principale des communications et des bâtiments publics.

### L'âge mûr
Le 23 avril 1849, Andreï est arrêté dans le cadre de l'affaire du Cercle de Petrachevski, à la place de son frère Mikhaïl. Le temps que l'erreur sur la personne soit éclaircie, il passe 13 jours à la Forteresse Pierre-et-Paul. Mikhaïl n'est arrêté qu'en mai. Le comte Piotr Kleinmichel (ru), directeur général au ministère des voies de communication, souhaitant se débarrasser d'un architecte au nom de famille compromettant, nomme Andreï architecte de la ville de Elizavetgrad, au fin fond de l'Ukraine.
Le 16 juillet 1850, Andreï se marie avec Dominique Ivanovna Fedortchenko. Ils auront deux filles et deux garçons. Il poursuit son travail d'architecte à Elizavetgrad jusqu'en 1858. Puis, de juillet 1858 à mai 1860, il travaille à Simferopol en Crimée. Il est ensuite transféré à Ekaterinoslav, au service du gouvernement local. Là, c'est sous sa direction que sont construits le gymnase pour garçons et une nouvelle porte de la ville sur le Grand boulevard de la ville de Dnipro. Le 4 août 1865, il est nommé architecte du Gouvernement de Iaroslavl. Il arrive à Iaroslavl le 26 août 1865 et il passera 25 ans dans la ville occupé à diverses fonctions.

### Architecte dugouvernement de Iaroslavl

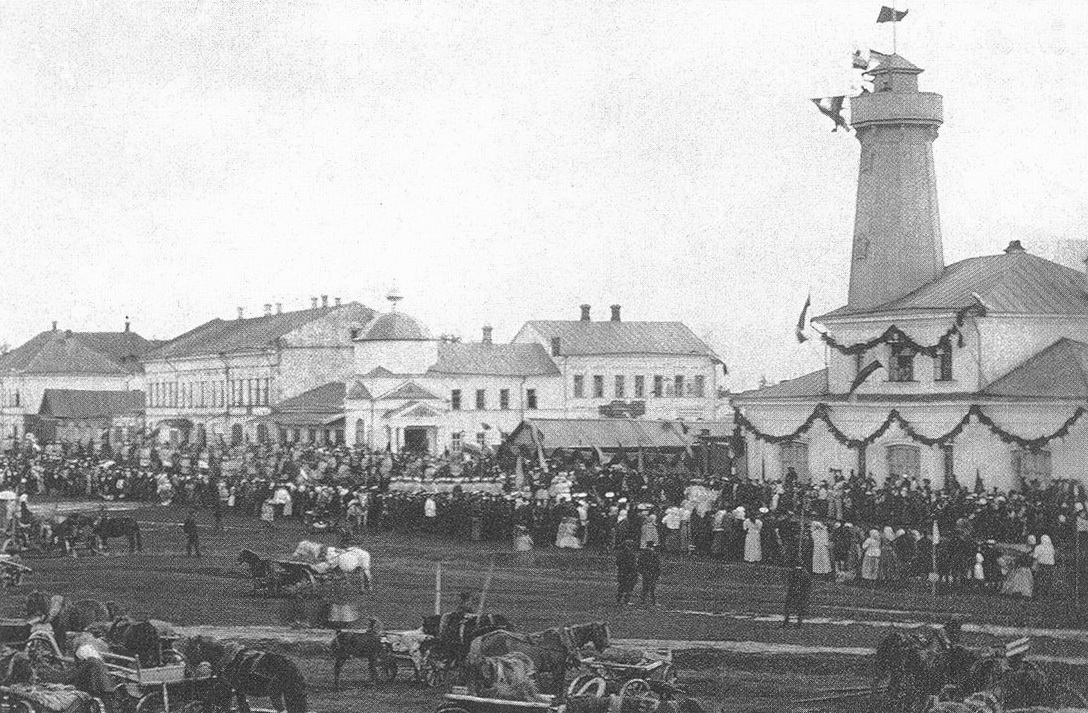
Place du marché lors de la fête annuelle des pompiers volontaires de Mologa. À droite la tour construite suivant le projet d'Andreï M. Dostoïevski.

Il prend part durant ces années à la restauration de monuments anciens de la province et de la ville de Iaroslavl. En 1867, il participe aux travaux d'agrandissement de la partie chauffée de l'église de l'Épiphanie. En 1868, il participe au projet d'agrandissement des annexes de l'église Saint-Jean-Baptiste.

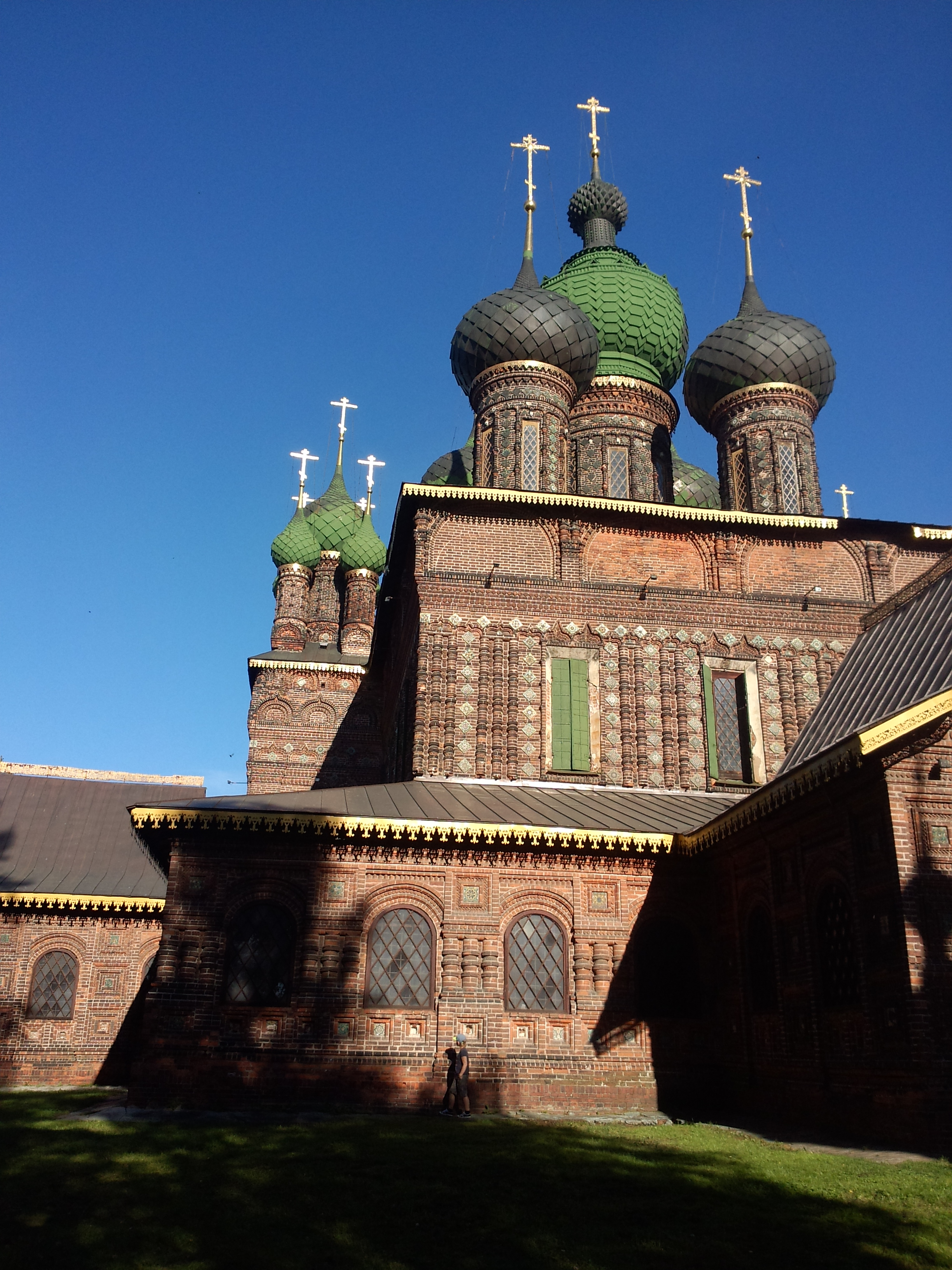
Église Saint-Jean-Baptiste de Iaroslavl.

Il est membre du comité de gestion de la rénovation du Kremlin de Rostov.
À la fin des années 1880, il participe à la restauration du palais du tsarévitch Dmitri à Ouglitch.

### Dernières années
La famille d'Andreï Mikhaïlovitch vivait dans l'aisance et tout le monde s'y entendait bien. Pour Fiodor Dostoïevski, le frère écrivain, elle était celle qui correspondait le mieux à ses aspirations et à ses idées. « … C'est à toi seul, d'après moi, que revient l'honneur de diriger notre lignée. Ta famille est un exemple, tes enfants sont cultivés et instruits et on les regarde avec joie… Remarque encore, mon frère Andreï, que cette idée d'aspiration indispensable vers le haut pour devenir les meilleurs, c'était l'idée fondamentale de notre père et de notre mère, même si on pense à leurs écarts. C'est cette idée que tu as réalisée dans ta propre famille, à un degré le plus élevé chez les Dostoïevski. Je te le redis, toute ta famille me donne une telle impression… ». Voilà ce qu'écrivait l'auteur de Crime et châtiment dans une de ses lettres à son frère Andreï.
On connaît 17 lettres de l'écrivain à son frère cadet (durant les années 1842 à 1880) et deux lettres d'Andreï à Fiodor (en 1849 et 1869).
Le 8 février 1887, après une longue et pénible maladie, son épouse Dominique Ivanovna décède. Le 11 décembre 1890, Andreï démissionne de son poste d'architecte-entrepreneur pour cause de maladie, après 42 ans d'activité.
À l'automne 1896, son état de santé périclite. Avec l'aide de sa fille Eugénie Rykatchiova, il déménage chez elle à Saint-Pétersbourg.
Le 7 (19) mars 1897, Andreï Dostoïevski décède d'un cancer à l'âge de 72 ans. Il est inhumé au cimetière orthodoxe de Smolensk, à Saint-Pétersbourg.

## Mémoires
Dès 1875, Andreï Mikhaïlovitch décide de prendre et conserver ses notes sur les évènements de sa vie. Les chapitres de ses mémoires ne sont pas divisés en chapitres, mais en appartements. Au début, il ne reprenait que les évènements de son enfance. Après la mort de son frère écrivain, Fiodor Dostoïevski, il a présenté ses écrits au premier biographe de son frère écrivain, le professeur Oreste Miller (ru) qui les a utilisés pour réaliser son premier ouvrage « Éléments pour la biographie de Fiodor Dostoïevski ».
L'été 1895, son plus jeune fils, Andreï Andreïevitch Dostoïevski (1863-1933), lui demande de reprendre les notes qu'il avait interrompu d'écrire vingt années plus tôt. C'est lui qui poursuit alors le rassemblement des données de son père sur son oncle l'écrivain. Ses mémoires seront publiées après sa mort sous le titre Souvenirs à Saint-Pétersbourg, en 1930 seulement, et sous la direction d'Andreï Andreïevitch Dostoïevski.

## Liens
- (ru) Nikolaï Nasedkine/Наседкин, Николай Николаевич (писатель) ДОСТОЕВСКИЙ: Энциклопедия. М.: Алгоритм, 2003. С. 585—586.

- Ressource relative aux beaux-arts :   - Artists of the World Online
- Notices d'autorité :   - VIAF
  - ISNI
  - IdRef
  - LCCN
  - GND
  - CiNii
  - Pays-Bas
  - Israël
  - NUKAT
  - Norvège
  - Tchéquie
  - WorldCat